# Tom Fowler
Thomas W. Fowler (Salt Lake City, Utah, 10 de junio de 1951-Salt Lake City, Utah,[cita requerida] 2 de julio de 2024) fue un bajista estadounidense, comúnmente conocido como Tom Fowler en los créditos musicales, nacido el 10 de junio de 1951, en Salt Lake City, Utah. Hijo de William L. Fowler, profesor de jazz, y de Beatrice Cottam Fowler, profesora de inglés y escritora. Nieto del Dr. Walter P Cottam, reconocido botánico a nivel internacional, y bisnieto de Alfred Lambourne, famoso pintor de Utah. Comenzó a estudiar violín a los 6 años de edad.

## Carrera artística
Durante su carrera profesional ha tocado y grabado con numerosos artistas y grupos, entre los que se encuentran: It's a Beautiful Day, Frank Zappa, The Mothers of Invention, Jean-Luc Ponty, Ray Charles, Steve Hackett, George Duke, Sleepy Matsumoto, Hildegard Knef, Bingo Mikki y otros. Su hermano Bruce Fowler puede ser escuchado en el trombón en trabajos con The Mothers of Invention (como en el álbum "Roxy & Elsewhere") y su otro hermano, Walt Fowler, también interpretó la trompeta para Zappa.
Colaboró con Ray Charles durante 10 años, comenzando en 1993 y terminando con el álbum de 2004 "Genius Loves Company", un trabajo de duetos. También tocó el bajo en la banda sonora de la película "Ray".
Ha grabado álbumes con Air Pocket, una banda que incluye a sus hermanos entre otros. También ha grabado álbumes con aquellos con el nombre Fowler Brothers. A principios de 2012, se unió a The Grandmothers, en sustitución de Roy Estrada. En 2013, Tom dejó la banda, y realizó una gira con Project / Object. También hizo algunos conciertos con Roister, una banda que cuenta con Ray White. Formó parte de Banned From Utopia (también conocida como The Band form Utopia)
En 1992 publicó su primer trabajo en solitario llamado Heartscapes - feat. lots of zappa alumni. Entre los músicos que colaboraron se encuentran:
- Tom Fowler:         bajo, violín
- Walt Fowler:    trompeta, fliscorno, teclados
- Bruce Fowler:   trombón
- Albert Wing:    saxofón tenor
- Steve Fowler:   flauta, saxofón alto
- Mike Miller:    guitarra
- Vinnie Colaiuta:batería
- Chester Thompson: batería, percusión
- Joy Fowler:         coros

En 2011 Tom Fowler publicó su segundo CD en solitario, "Let's Start Over", con la vocalista Andrea Miller, el guitarrista Mike Miller, su hermano Walt Fowler en los teclados, la trompeta y el fliscorno y Gary Novak en la batería.
No debe ser confundido con Thomas M. Fowler (también generalmente conocido como Tom Fowler), que es miembro de la banda de Electro-Comedy, The Infrared Microwaves.
Falleció el 2 de julio de 2024, a los 73 años.